# دریاچه وینیپگ
دریاچه وینیپگ (به انگلیسی: Lake Winnipeg) دریاچه‌ای در شمال شهر وینیپگ در استان مانیتوبا در کاناداست که در لبهٔ جنوب غربی سپر کانادا که منطقه‌ای صخره‌ای و یخچالی در شرق این کشور است واقع‌شده و منطقه‌ای از مرکز تا جنوب مانیتوبا را در بر می‌گیرد. این دریاچه که باقی‌ماندهٔ دریاچهٔ یخچالی آگاسیز است ۲۱۷ متر از سطح دریا ارتفاع داشته و ۴۲۵ کیلومتر طول و تا ۱۰۹ کیلومتر عرض دارد. دریاچهٔ وینیپگ یکی از بزرگترین دریاچه‌های آب شیرین در کاناداست و با داشتن مساحت تقریبی ۲۴٬۴۰۰ کیلومتر مربع، ششمین دریاچهٔ بزرگ کانادا به‌شمار می‌رود.
رودها و جویبارهای بسیاری همچون رود رد، رود وینیپگ و رود ساسکاچوان به این دریاچه می‌ریزند و خود آن نیز از طریق رود نلسون در شمال شرقی به خلیج هودسن می‌پیوندد. اطراف دریاچهٔ وینیپگ را جنگل‌هایی پوشانده است که از نظر تولید الوار دارای ارزش بسیاری هستند. چندین تفرجگاه تابستانی در سواحل آن ساخته شده‌است و از نظر کشتی‌رانی و ماهی‌گیری تجاری نیز دریاچهٔ وینیپگ دارای اهمیت بسیاری است.
جزایر هکلا، دیر و بلک که بخشی از پارک ۸۶۲ کیلومتر مربعی هکلا را تشکیل می‌دهند از جمله مهمترین جزیره‌های دریاچهٔ وینیپگ هستند.
دریاچهٔ وینیپگ در سال ۱۷۳۳ توسط گروه اکتشافی Vérendrye مورد کاوش قرار گرفت. آنان آن را وینیپگ نامیدند که در زبان سرخپوستان کری به‌معنای «آب گل‌آلود» است.